# خوان كارلوس غونزاليز
خوان كارلوس غونزاليز (بالإسبانية: Juan Carlos González Ortiz)‏ (مواليد 22 أغسطس 1924) هو لاعب كرة قدم. يلعب مع منتخب الأوروغواي لكرة القدم. سبق له أن لعب في كأس العالم لكرة القدم مع منتخب بلاده.

## روابط خارجية
- خوان كارلوس غونزاليز على موقع قاعدة بيانات كرة القدم.إي يو (الإنجليزية)
- خوان كارلوس غونزاليز على موقع ناشيونال فوتبول تيمز (الإنجليزية)
- خوان كارلوس غونزاليز على موقع عالم كرة القدم.نت (الإنجليزية)